# Liberec Open 2025
Il Liberec Open 2025 è stato un torneo maschile di tennis professionistico. È stata la 12ª edizione del torneo, facente parte della categoria Challenger 75 nell'ambito dell'ATP Challenger Tour 2025, con un montepremi di 91 000 €. Si è giocato dal 28 luglio al 3 agosto 2025 sui campi in terra rossa del Liberecký tenisový klub di Liberec, in Repubblica Ceca.

## Partecipanti

### Teste di serie
| Nazionalità | Giocatore                  | Ranking* | Testa di serie |
| ----------- | -------------------------- | -------- | -------------- |
| Argentina   | Federico Coria             | 151      | 1              |
| Argentina   | Santiago Rodríguez Taverna | 187      | 2              |
| Regno Unito | Jack Pinnington Jones      | 195      | 3              |
| Italia      | Stefano Travaglia          | 230      | 4              |
| Argentina   | Alex Barrena               | 233      | 5              |
| Argentina   | Andrea Collarini           | 235      | 6              |
| Francia     | Sascha Gueymard Wayenburg  | 249      | 7              |
| Francia     | Geoffrey Blancaneaux       | 257      | 8              |

* Ranking al 21 luglio 2025.

### Altri partecipanti
I seguenti giocatori hanno ricevuto una wild card per il tabellone principale:
- Petr Brunclík
- Jonáš Kučera
- Maxim Mrva

I seguenti giocatori sono entrati in tabellone con il ranking protetto:
- Andrew Paulson
- Cedrik-Marcel Stebe

I seguenti giocatori sono entrati in tabellone come alternate:
- Hynek Bartoň
- Raul Brancaccio

Il seguente giocatore è entrato in tabellone nell'ambito dello Next Gen Accelerator Programme:
- Diego Dedura

I seguenti giocatori sono passati dalle qualificazioni:
- Sebastian Gima
- Alex Molčan
- Miloš Karol
- Jakub Nicod
- Eero Vasa
- Martin Krumich

## Punti e montepremi
| Torneo    | Torneo              | V      | F     | SF    | QF    | 2T    | 1T  | Q | Q2  | Q1  |
| Singolare | Punti               | 75     | 44    | 22    | 12    | 6     | 0   | 4 | 2   | 0   |
| Singolare | Premi in denaro (€) | 12 980 | 7 620 | 4 550 | 2 635 | 1 535 | 950 | – | 360 | 185 |
| Doppio    | Punti               | 75     | 44    | 22    | 12    | –     | 0   | – | –   | –   |
| Doppio    | Premi in denaro (€) | 4 250  | 2 450 | 1 480 | 880   | –     | 500 | – | –   | –   |

## Campioni

### Singolare
Gonzalo Bueno ha sconfitto in finale  Genaro Alberto Olivieri con il punteggio di 6–2, 2–0 rit.

### Doppio
Andrew Paulson /  Michael Vrbenský hanno sconfitto in finale  Jiří Barnat /  Filip Duda con il punteggio di 6–4, 6–1.